# 东京大学社会科学研究所
东京大学社会科学研究所（英語：Institute of Social Science, The University of Tokyo）是一个东京大学的附属研究所，致力于从实证社会科学的角度研究日本和世界面临的问题。

## 历史
1946年在时任东京大学校长南原繁倡议下筹建，1948年8月24日正式成立，初代所长是矢内原忠雄，1947年2月1日举办开学纪念讲座。1996年启用日本第一个全面的数据档案馆。1985年建立为四部门体系，分别是比较现代法部门、比较现代政治部门、比较现代经济部门和比较现代社会部门。2009年加入国际日本社会部门，形成五部门体系。

## 组成

### 研究部门
- 比较现代法部门
- 比较现代政治部门
- 比较现代经济部门
- 比较现代社会部门
- 国际日本社会部门

### 附属设施
- 社会研究与数据档案研究中心、社会调查数据档案（SSJDA）

- 基础调查领域
- 社会调查领域
- 计量社会学调查领域
- 国际调查领域